# Zbór Kościoła Braterskiego w Czeskim Cieszynie
Zbór Kościoła Braterskiego w Czeskim Cieszynie – zbór (parafia) Kościoła Braterskiego w Czeskim Cieszynie.

## Historia
Do założenia zboru Kościoła Braterskiego w Czeskim Cieszynie doszło głównie dzięki staraniom Karola Kalety, kaznodziei zboru w Gródku. Pierwsze zgromadzenie czeskocieszyńskiej wspólnoty miało miejsce 20 września 1964, a uroczystość otwarcia miejscowej stacji kaznodziejskiej odbyła się 11 października 1964. W lutym 1967 stała się ona samodzielnym zborem. Spotkania odbywały się w kościele przy ul. Frýdecké należącym do zboru Ewangelickiego Kościoła Czeskobraterskiego. Od 1964 obiekt ten wynajmowany był jednocześnie przez Kościół Adwentystów Dnia Siódmego.
Początkowo większość kazań była głoszona w języku polskim, później w celu większego zrozumienia ich przez wiernych wspólnota przeszła na język czeski. W 1971 rozpoczęto budowę domu zborowego wraz z mieszkaniem duchownego, zlokalizowanego przy ul. Studentské (wówczas ul. Fučíková).
Po 1989 i zmianom politycznym dla zboru otworzyła się możliwość zakupu użytkowanego przez niego budynku kościoła. W 2002 został on odkupiony od Ewangelickiego Kościoła Czeskobraterskiego.
W 1999 zbór powołał stowarzyszenie obywatelskie „Klub Młodzieży Filadelfia”, które powstało w celu objęcia pracą misyjną dzieci i młodzieży. W 2002 otwarto również stację misyjną zboru czeskocieszyńskiego w Karwinie-Frysztacie.
W początkach drugiego dziesięciolecia XXI wieku zbór skupiał około 250 dorosłych członków oraz 120 dzieci i młodzieży. 

## Kaznodzieje

### Pierwsi kaznodzieje
- Stanislav Heczko (1967–1983)[2]
- Ernest Welszar (1983–1995)[2]
- Tadeáš Firla (1999–2012)[2]
- Josef Sliž (2012–2018)[2]
- Jaroslav Pokorný (2018–obecnie)[2]

W latach 1996–1999 zbór pozbawiony był własnego kaznodziei i obsługą duszpasterską wspólnoty zajmował się zespół członków rady starszych w składzie: Josef Sliž, Kornel Kotas i Tadeáš Filipek.

### Drudzy kaznodzieje
- Josef Sliž (2010–2012)[2]
- Jaroslav Pokorný (2014–2018)[2]
- Josef Sliž (2018–2019)[2]
- Ondřej Kyml (2022–obecnie)[2]

## Działalność
Nabożeństwa prowadzone są w każdą niedzielę w kościele przy ul. Frýdecké. W ich trakcie odbywają się również zajęcia szkółki niedzielnej dla dzieci.
Ponadto działa „Baby Club” dla matek z dziećmi, klub „Awana Méďové” dla dzieci w wieku przedszkolnym oraz „Klub SW” dla dzieci w wieku 7-12 lat. Dla starszych dzieci w wieku 11-15 lat przeznaczony jest „Klub Dorostu”. Organizowane są spotkania grupy młodzieżowej „Mládež Basement” oraz grupy młodych dorosłych „Mládež 20+”. Prowadzone są również grupy skierowane do kobiet, mężczyzn, rodzin i małżeństw.
Zbór organizuje obozy letnie dla dzieci, młodzieżowe obozy sportowo-językowe „English Sport Camp”, Kursy Alpha oraz wieczory dla małżeństw.